# Кваковський потік
Кваковський потік (словац. Kvakovský potok) — річка в Словаччині, притока Ондави, протікає в окрузі Кошиці-околиця.
Довжина приблизно 9,0—10,0 км. Витік знаходиться в масиві Ондавська височина на висоті близько 420—440 метрів. Протікає територією сіл Кваковці; Михалок і Словацька Кайня.
Впадає у водосховище на Ондаві Мала Домаша.